# Fórum Filatélico
O Fórum Filatélico é a empresa espanhola líder na Europa na gestão e transação de valores filatélicos. Esta empresa foi criada em 1979, possui 140 escritórios em toda a Espanha, 1500 trabalhadores e cerca de 200 000 clientes (dados de 2004).

## Alegações de fraude
Em 9 de Maio de 2006, o Fórum Filatélico e a Afinsa Bienes Tangibles foram investigados judicialmente sob a acusação de fraude fiscal, branqueamento de capitais e insolvência punível, entre outros delitos envolvendo as poupanças de mais de 350 000 investidores privados em Espanha 
.  A Procuradoria Anti-Corrupção espanhola avaliou a alegada burla do Fórum Filatélico em 2 400 milhões de euros, uma das maiores nos últimos 25 anos. A sede do Fórum Filatélico foi encerrada pela polícia espanhola tendo sido detidos quatro dirigentes: Francisco Briones Nieto, presidente da sociedade; Miguel Ángel Hijón Santos, conselheiro; Agustín Fernández Rodríguez, secretário do conselho de administração e Francisco José López, membro do conselho. Actualmente o Fórum Filatélico encontra-se sobre administração judicial. A companhia proclama a sua inocência e assegura que não tem nada a ocultar.
A companhia foi acusada de operar um esquema de Ponzi usando o dinheiro dos novos investidores para pagar os lucros dos antigos e de empolar o valor dos seus activos filatélicos. O sistema consistia em captar as poupanças dos pequenos aforradores para investir em selos, geralmente a partir de 300 euros, com a promessa de uma taxa de juro garantida de 6% ao ano e de que os seus produtos se valorizariam.
O Fórum Filatélico não é uma instituição financeira, isto é uma instituição que aconselha os seus clientes como investir o seu dinheiro. Tal como o investimento em acções, o investimento em bens tangíveis não está protegido por um fundo de garantia pela lei espanhola (disponível somente para as instituições financeiras registadas, o que permitiu que as vítimas dos escândalos do Banesto e da Gescartera recuperassem uma pequena parte dos seus investimentos). Estes investimentos são regulados pelos governos regionais  e não pela Comisión Nacional del Mercado de Valores. Os clientes do Fórum Filatélico afetados por esta situação formaram diversas associações para defenderem os seus direitos, assim como os clientes da Afinsa.

## Fórum Filatélico, um ano depois
Passado um ano, o Fórum Filatélico continua a ser investigado pelas justiças espanhola e portuguesa, sabe-se agora que foram lesados 270 000 clientes e que o buraco financeiro ultrapassa os 2843 milhões de euros.